# Širší Střední východ

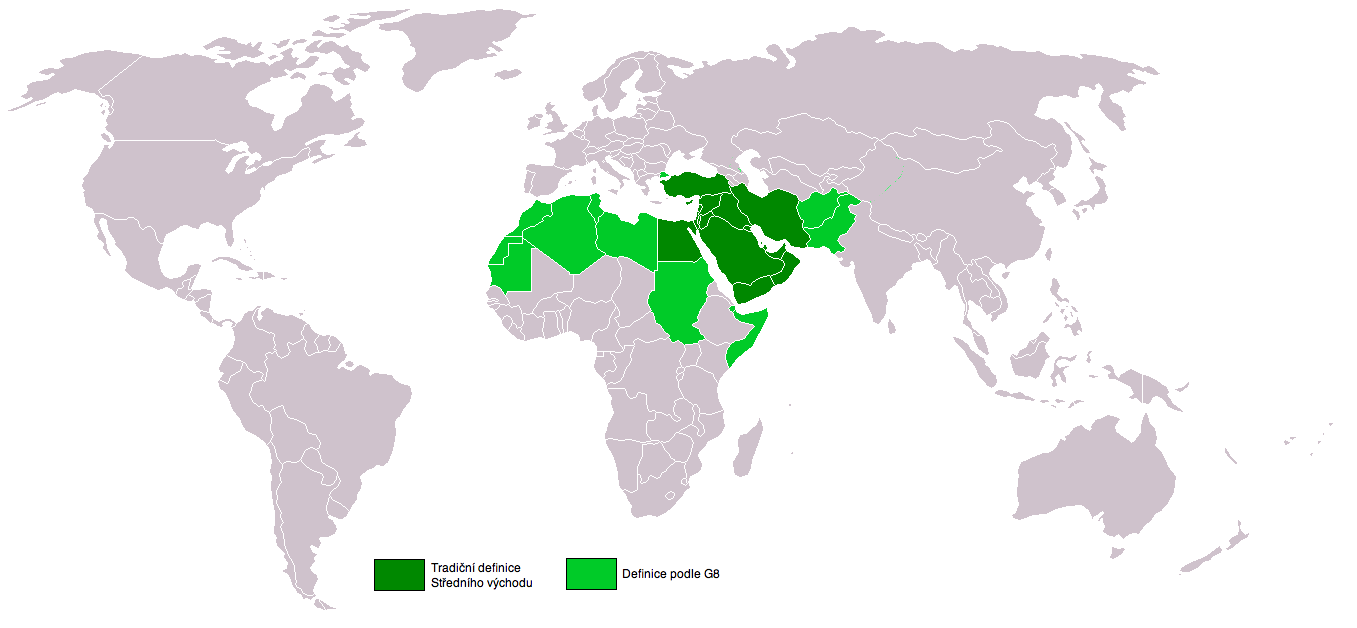
Tradiční Střední východ a Širší Střední východ podle států G8

Širší Střední východ (anglicky: Greater Middle East), v češtině též širší Blízký východ, je politické označení vytvořené Bushovou administrativou k označení různých států náležících k arabskému světu, dále pak Íránu a okrajových zemí jako jsou Afghánistán a Pákistán. Pod toto označení jsou někdy zahrnovány i některé středoasijské země, kavkazské země (Ázerbájdžán, Arménie a Gruzie), Kypr a Řecko. Někteří lidé používají toto označení pro státy s výraznou muslimskou většinou, avšak takovéto použití není univerzální.